# 莫戈特 (科羅拉多州)
莫戈特（英語：Mogote）是位於美國科羅拉多州科內霍斯縣的一個非建制地區。該地的面積和人口皆未知。

## 地理
莫戈特的座標為37°03′34″N 106°05′32″W / 37.05944°N 106.09222°W，而該地的平均海拔高度為2287米（即7503英尺）。